# Planaltina (Distrito Federal)
| Região Administrativa de Planaltina                                       |                                                                                |
| Visão panorâmica que mostra o Museu Histórico de Planaltina e seu entorno |                                                                                |
| \| \| \| Bandeira \|                                                      |                                                                                |
| Hino                                                                      |                                                                                |
| Região Administrativa VI                                                  |                                                                                |
| Fundação: 19 de agosto de 1859 (165 anos)                                 |                                                                                |
| Lei de criação: 4545 de 10 de dezembro de 1964                            |                                                                                |
| Mapa de Planaltina                                                        |                                                                                |
| Limites:                                                                  | Itapoã, Sobradinho, Fercal, Planaltina (GO), Formosa (GO), Arapoanga e Paranoá |
| Distância de Brasília:                                                    | 38 km                                                                          |
| Administrador(a):                                                         | Wesley Fonseca Fraga                                                           |
| Área                                                                      |                                                                                |
| - Total                                                                   | 1 534,69 km²                                                                   |
| População                                                                 |                                                                                |
| - Total                                                                   | 121.856 habitantes 2024                                                        |
| IDH                                                                       | 0,764 médio SEPLAN/2000                                                        |
| Site governamental                                                        | www.planaltina.df.gov.br                                                       |
| Bandeira de Planaltina                                                    |                                                                                |
| Bandeira                                                                  |                                                                                |

Planaltina é uma região administrativa do Distrito Federal brasileiro.

## História

### Origem do povoado e nome
A partir da primeira metade do século XVIII, com a exploração de minas de ouro e esmeralda no interior de Goiás, a região onde hoje se localiza Planaltina passou a ser frequentada como ponto de passagem na Estrada Real, rota usada para o escoamento de ouro e arrecadação de impostos pela Coroa portuguesa.
O nome original do povoado era "Mestre d'Armas", referência a um ferreiro habilidoso que ali se estabeleceu e passou a ser conhecido como "Mestre", nome que foi atribuído ao local.
Segundo a tradição oral, a fundação do núcleo urbano ocorreu com a chegada de José Gomes Rabelo, fazendeiro vindo da antiga capital da província de Goiás. Ele e sua família construíram uma capela em homenagem a São Sebastião, cumprindo uma promessa após uma epidemia. A capela daria origem à atual Igreja de São Sebastião (Planaltina).
Em 19 de agosto de 1859, foi criado oficialmente o Distrito de Mestre d’Armas por meio da Lei nº 03 da Assembleia Provincial de Goiás. Essa data passou a ser considerada a data oficial de fundação de Planaltina.
A cidade já foi chamada de Vila de Mestre D’Armas e Alta Mir. Em 14 de julho de 1917, por meio da Lei nº 451, passou a se chamar Planaltina, nome que significa “o coração do Planalto Central”.

### Turismo
A cidade de Planaltina é ao mesmo tempo histórica, religiosa e turística, além de ser moderna. Em Planaltina nos deparamos com o antigo/moderno, o que torna a cidade esplêndida. Mesmo com toda a modernidade oferecida por Brasília, Planaltina manteve e preservou muitos de seus valores, o que a diferencia das demais cidades do Distrito Federal.